# Rue du Docteur-Léon-Perrin
La rue du Docteur-Léon-Perrin est une voie marseillaise.

## Situation et accès
Cette rue située dans les 3e et 14e arrondissements de Marseille, démarre à l’intersection avec la rue d'Orange, la rue Séry et la rue Loubon, dans la continuité de l’axe de cette dernière. Elle traverse le nord du quartier de la Belle de Mai sur une section légèrement étroite, croise le passage éponyme ainsi que le boulevard Burel qui en est parallèle sur toute sa longueur et passe sous le viaduc de Plombières à hauteur de l’avenue Alexandre-Fleming. Elle longe par l’est le square Dominique-Tramoni jusqu’au boulevard Guigou puis la résidence Burel à l’entrée du quartier de Saint-Barthélémy jusqu’à se terminer au carrefour dit des « Cinq-Avenues Burel » où elle croise les boulevards Louis-Villecroze et de la Glacière ainsi que le chemin de Sainte-Marthe, et recroise également le boulevard Burel à ce carrefour.
Les lignes de bus        N2  du réseau RTM ne l’empruntent uniquement dans le sens en direction de leurs terminus banlieue en raison de son étroitesse et de la circulation très dense.

## Origine du nom
La rue doit son nom à Léon Perrin (1853-1922), médecin français.

## Historique
La rue prend sa dénomination actuelle par une délibération de 1928.
La rue, ainsi que le passage éponyme, sont classés dans la voirie de Marseille le 9 juillet 1959.

## Bâtiments remarquables et lieux de mémoire
- Au no 4 se trouve le collège Belle de Mai.
- Au no 11 se trouve le bureau municipal de proximité de la Belle de Mai.